# Kaslo-Slocan (circonscription britanno-colombienne)
Pour les articles homonymes, voir Kaslo et Slocan.
Circonscription électorale provinciale du Canada
Kaslo-Slocan est une ancienne circonscription provinciale de la Colombie-Britannique représentée à l'Assemblée législative de la Colombie-Britannique de 1924 à 1966.

## Géographie
Les principales villes formant la circonscription étaient:
- Kaslo (en) sur le lac Kootenay
- Dans les villes minières de la vallée Slocan (en)

## Liste des députés
| Législature                                           | Années                                                | Député                                                | Député                                                | Parti                                                 |
| Kaslo-Slocan Circonscription issue de Kaslo et Slocan | Kaslo-Slocan Circonscription issue de Kaslo et Slocan | Kaslo-Slocan Circonscription issue de Kaslo et Slocan | Kaslo-Slocan Circonscription issue de Kaslo et Slocan | Kaslo-Slocan Circonscription issue de Kaslo et Slocan |
| ----------------------------------------------------- | ----------------------------------------------------- | ----------------------------------------------------- | ----------------------------------------------------- | ----------------------------------------------------- |
| 16e                                                   | 1924–1928                                             |                                                       | Charles Sidney Leary                                  | Libéral                                               |
| 17e                                                   | 1928–1933                                             |                                                       | James Fitzsimmons                                     | Conservateur                                          |
| 18e                                                   | 1933–1937                                             |                                                       | Charles Sidney Leary                                  | Libéral                                               |
| 19e                                                   | 1937–1941                                             |                                                       | Charles Sidney Leary                                  | Libéral                                               |
| 20e                                                   | 1941–1945                                             |                                                       | Charles Sidney Leary                                  | Libéral                                               |
| 21e                                                   | 1945–1949                                             |                                                       | Randolph Harding                                      | CCF                                                   |
| 22e                                                   | 1949–1952                                             |                                                       | Randolph Harding                                      | CCF                                                   |
| 23e                                                   | 1952–1953                                             |                                                       | Randolph Harding                                      | CCF                                                   |
| 24e                                                   | 1953–1956                                             |                                                       | Randolph Harding                                      | CCF                                                   |
| 25e                                                   | 1956–1960                                             |                                                       | Randolph Harding                                      | CCF                                                   |
| 26e                                                   | 1960–1963                                             |                                                       | Randolph Harding                                      | CCF                                                   |
| 27e                                                   | 1963–1966                                             |                                                       | Randolph Harding                                      | Néo-démocrate                                         |
| Circonscription abolie, voir : Revelstoke-Slocan      |                                                       |                                                       |                                                       |                                                       |